# Matthias Lackner
Matthias Lackner (* 24. Dezember 1835 in Nassawen, Ostpreußen; † 15. März 1926 in Königsberg i. Pr.) war ein deutscher Pfarrer in Königsberg.
Lackner studierte an der Albertus-Universität Königsberg Evangelische Theologie. Über 50 Jahre – von 1865 bis 1915 – war er Pfarrer an der Altstädtischen Kirche. Nebenbei war er Lektor für Litauisch an der Universität. 1890 wurde er Superintendent, später Konsistorialrat und Geh. Konsistorialrat. Ihm ist der Bau der Königin-Luise-Gedächtniskirche zu verdanken. Er wurde 91 Jahre alt.